# Pixel 2
Le Pixel 2 et le Pixel 2 XL (nom de code : Walleye et Taimen respectivement) sont deux modèles de smartphones de la marque Google sortis le 4 octobre 2017. Le Pixel 2 est fabriqué par le constructeur taïwanais HTC, le Pixel 2 XL par le sud-coréen LG.
Ces deux modèles forment la seconde génération de téléphones de la gamme Google Pixel. Ils n'ont pas été commercialisés en France.

## Histoire
Comme pour la génération précédente, les Pixel et Pixel XL, Google confie la conception et la fabrication des appareils à HTC, mais change ensuite de partenaire pour le Pixel 2 XL, qu'il confie à LG.
Google rachète à HTC la division chargée du développement des Pixel en septembre 2017.
Google dévoile les smartphones le 4 octobre 2017 lors de la conférence #MadeByGoogle de Google en Californie. La commercialisation débute le 17 octobre suivant, et cesse en avril 2018.

## Caractéristiques
Ils sont dotés d'un écran de 5 pouces pour le Pixel 2 et de 6 pouces pour le Pixel 2 XL et sont équipés du SOC Qualcomm Snapdragon 835. 
Ils fonctionnent sous Android Pie 9.0 à leur sortie puis peuvent, par mises à jour successives, bénéficier des versions suivantes, jusqu'à Android 11.

## Réalité virtuelle
Les Pixel 2 et Pixel 2 XL sont tous les deux compatibles avec le casque de réalité virtuelle de Google, le Daydream.